# INSEAD
INSEAD (fr. Institut européen d'administration des affaires, wym. [ɛ̃sɛad]) – jedna z największych prywatnych szkół zarządzania i biznesu na świecie, założona w 1957 roku. Posiada trzy kampusy: we Francji (Fontainebleau, Île-de-France), w Singapurze oraz w ZEA (Abu Dhabi). Posiada akredytacje EQUIS oraz AACSB. Jest w aliansie strategicznym z Wharton Business School (University of Pennsylvania). 
W rankingach Financial Times i The Wall Street Journal INSEAD regularnie plasuje się wśród najlepszych szkół biznesu na świecie, a także jako jedna z najwyżej notowanych szkół europejskich w zakresie programów Global MBA. W 2016 i 2017 roku została uznana za najlepszą szkołę biznesową (MBA) na świecie według Financial Times.

## Znani wykładowcy, absolwenci i studenci
Prezesem Stowarzyszenia absolwentów INSEAD w Polsce jest Andrzej Nitecki.